# Maestro (música)

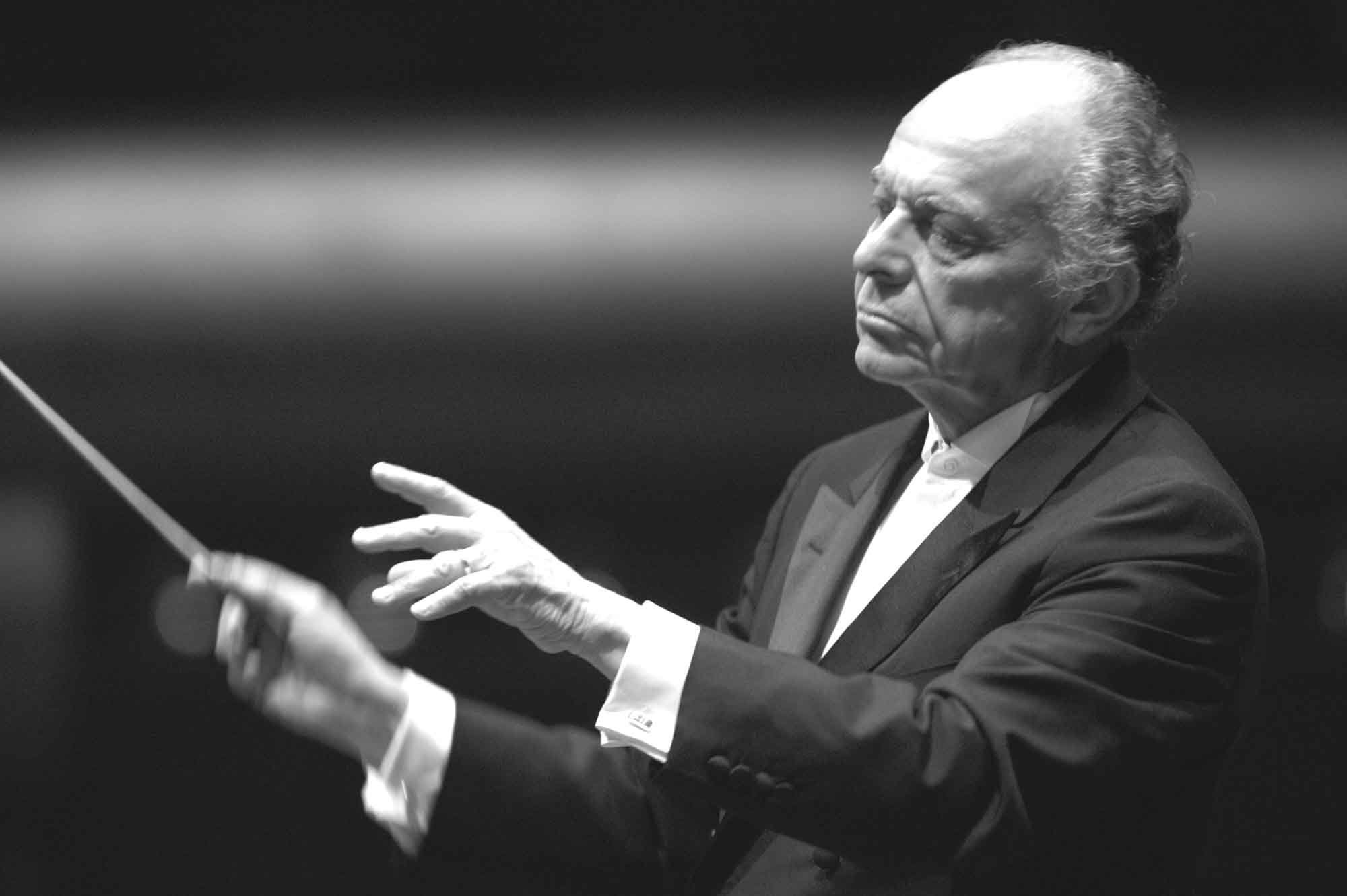
Maestro Lorin Maazel

En música, se llama «maestro» no solo a los que enseñan este arte, sino también a todos los compositores en general y en especial a los de óperas o drama líricos. También se da el nombre de Maestro al que dirige a los músicos y cantores de las óperas aun cuando no sea el compositor de ellas. 
Algunos años atrás, el maestro para dirigir a todos se sentaba en frente de un piano y con sus sonidos llamaba al cantor o instrumentista a sus entradas y a este se le daba el nombre de Maestro al cembalo, pero hoy en día, hechos los anticipados ensayos, se deja la dirección al primer violín o director de orquesta, el cual regula el compás llevándolo algunas veces para que no se falte a la rigurosa simultaneidad en la ejecución.
Maestro es también la denominación de los que enseñan a cantar o tocar instrumentos. La elección de maestro para un principiante es de la más alta importancia. Con un mal maestro se contraen vicios en un principio que son muy difíciles de desarraigar. Otro de los errores en que se puede caer es el creer que cualquier músico es apto para enseñar todos los instrumentos. El que quiera saber de violín es preciso que busque un buen profesor de este instrumento; el que quiera aprender de clarinete diríjase a un buen profesor de este instrumento.

## Maestro de canto
También se suele cometer un error grosero en la elección de un Maestro de canto, cuando se figuran que cualquier músico es bueno para enseñarlo. Un maestro de canto que sabe su obligación, ya desde las primeras lecciones conduce al discípulo a la perfección enseñándole a sacar todo el partido posible de la voz ya por la extensión, ya por la afinación de los intervalos, ya por el arte de esforzar y disminuir la intensidad de los sonidos y últimamente se enseña a economizarlos y modificarlos conforme a los preceptos del arte. Un maestro de canto debe saber y enseñar también, la prosodia de las lenguas en que más ordinariamente debe cantar el discípulo, que entre nosotros será sobre todo, la lengua española, italiana y latina y el mejor modo de articular las palabras porque los defectos de pronunciación son más reparables y mal sonantes en el canto que en la palabra.